# Język tonalny

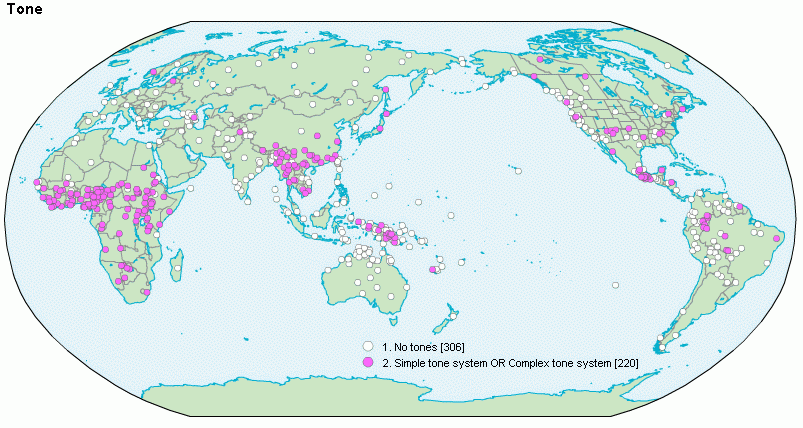
Języki tonalne na świecie

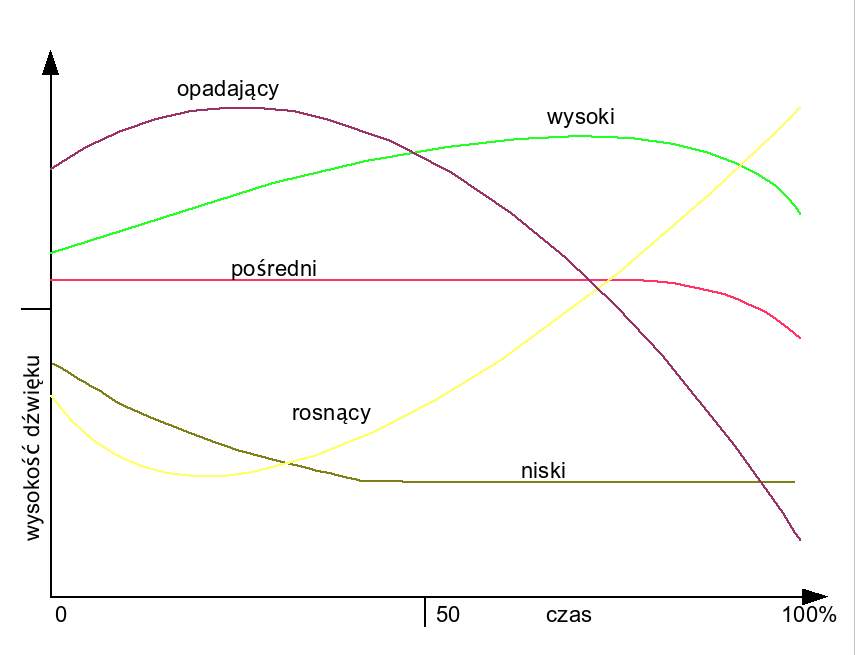
Schemat tonów w języku tajskim

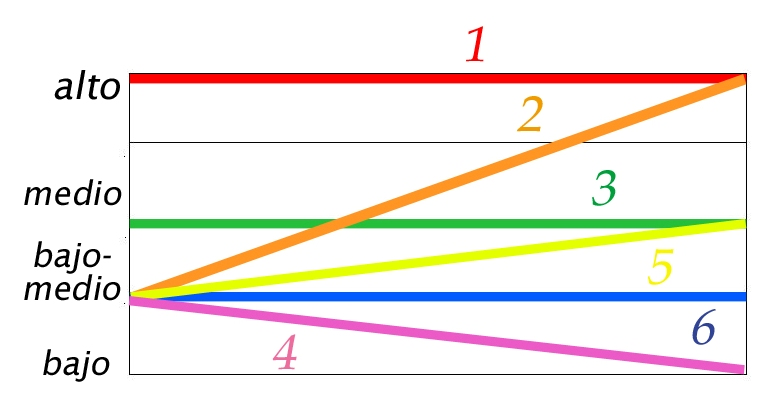
Schemat tonów w języku kantońskim

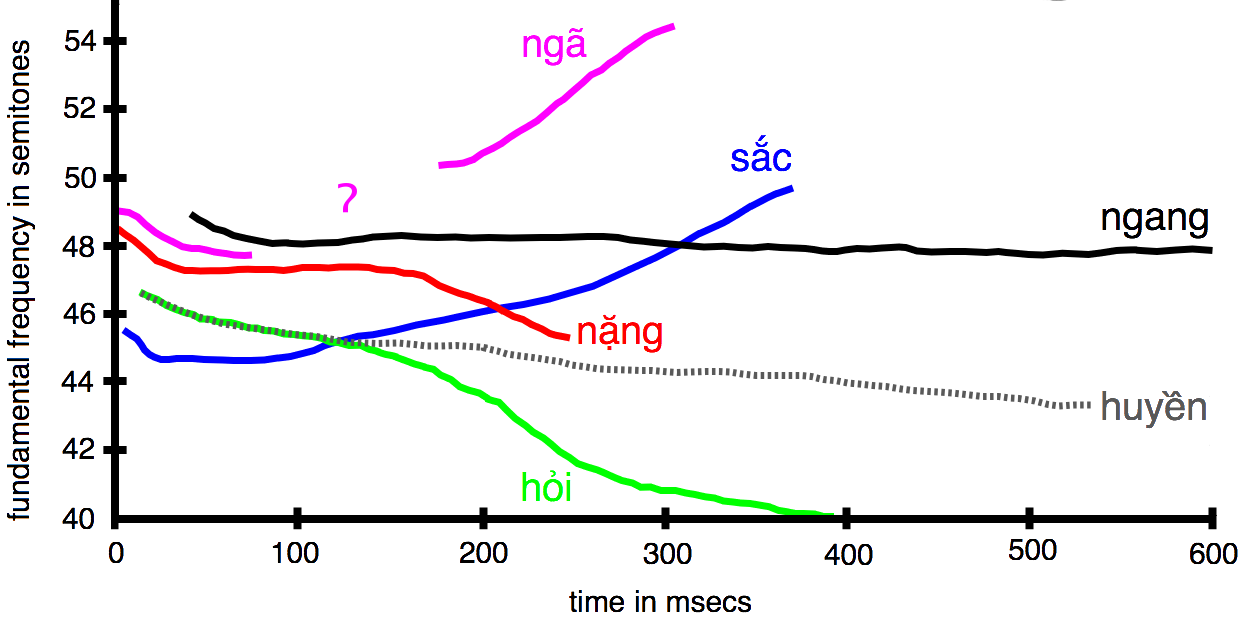
Schemat tonów w języku wietnamskim (Hanoi)

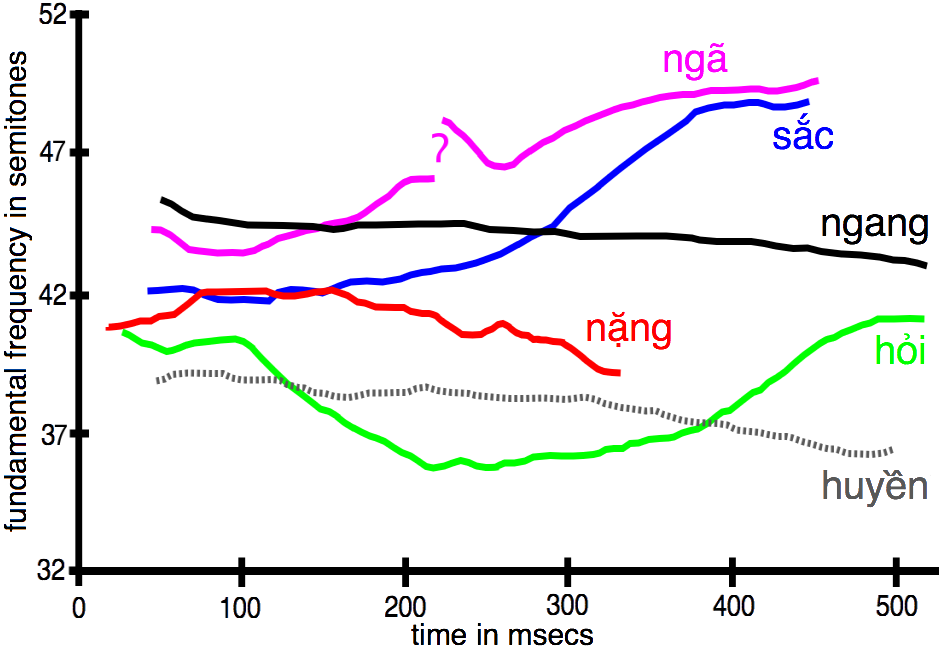
Schemat tonów w języku wietnamskim (dialekt północny)

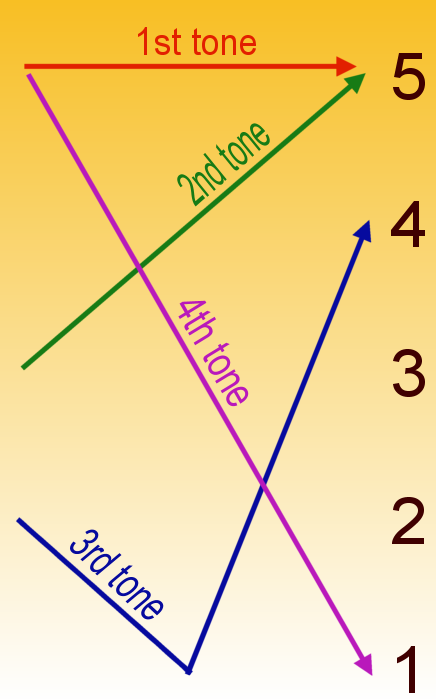
Schemat tonów w standardowym języku mandaryńskim

Język tonalny – język, w którym każda sylaba ma przypisany pewien ton, polegający na odpowiedniej modulacji głosu. Najwięcej języków tonalnych występuje w Azji Południowo-Wschodniej oraz w zachodniej Afryce. Przykładami języków tonalnych są tajski, wietnamski, języki chińskie, czadyjskie czy też język joruba.
Ton należy odróżnić od akcentu tonicznego występującego w takich językach, jak starożytna greka, serbsko-chorwacki, szwedzki, norweski, łotewski czy japoński, a polegającego na podwyższeniu lub obniżeniu tonu niektórych sylab w wyrazie. 
Ton w językach tonalnych ma najczęściej funkcję dystynktywną, tzn. dany ton decyduje o znaczeniu wyrazu. Przykład z języka tajskiego: Maí maĭ maî maī „Nowe drewno się pali, nieprawdaż?”.
Istnieją dwa typy tonów: rejestrowe (ang. register), których wysokość nie ulega zmianie, oraz konturowe (ang. contour), których wysokość ulega zmianie w obrębie jednej sylaby. Przykłady tonów konturowych: rosnąco-opadający, wysoki opadający, średni rosnący, opadająco-falujący. Kontury oznacza się zazwyczaj podwójnymi cyframi od 1 (ton najniższy) do 5 (ton najwyższy), np. 55: ton bardzo wysoki (5) równy; 31: zaczynający się tonem średnim (3), opadający do tonu bardzo niskiego (1). 
Liczba i rodzaj tonów znacznie się różni w zależności od języka np.:
- 2 tony – język apacze, język limburski[3]
- 3 tony – język tybetański, język joruba
- 4 tony – język mandaryński
- 5 tonów – język tajski
- 6 tonów – język zhuang, język wietnamski[4], język kantoński[5]
- 7 tonów – język hmong (Zielonych Hmongów)[6]
- 9 tonów – język hmong (Białych Hmongów)[7].